# 司樂 (清朝)
司樂為中國古代文官官職名，在清朝之位階為從九品。禮郎職能通常負責宗教祭祀，為配置於太常寺之基層官員編制，其上有讀祝官及主事等主管官。1910年代，清朝滅亡後，該官職廢除。